# Pielonefritis
La pielonefritis o infección urinaria alta es una infección del riñón que involucra el parénquima renal, la pelvis renal y los cálices renales. Normalmente, los microorganismos que la producen ascienden desde la vejiga hasta el parénquima. Se caracteriza por dolor al orinar, fiebre, escalofríos, dolor en el flanco y la zona lumbar, náuseas y vómitos.

## Etimología
La palabra pielonefritis está formada por las raíces griegas pyelo- de πύελος (púelos), pelvis renal, y nephro- de νεφρός (nephrós), riñón, junto con el sufijo -itis de -ῖτις (-itis) utilizado en medicina para indicar enfermedad o inflamación.

## Epidemiología
Existe mayor prevalencia en mujeres que en hombres, siendo 12,5 casos por cada 10 000 habitantes para ellas y 2,3 para ellos. También varían según la franja de edad: las mujeres jóvenes, por su mayor actividad sexual, y los ancianos y niños, por sus cambios anatómicos y hormonales. Además un 1-2 % de las embarazadas desarrollan la enfermedad. Hay diferentes factores de riesgos, entre las que se pueden destacar, por ser más comunes:
- El reflujo vesicoureteral: consiste en un reflujo persistente de orina desde la vejiga a las vías urinarias en sentido ascendente, con estancamientos de orina en la pelvis renal.

- La uropatía obstructiva: es un taponamiento de las vías urinarias produciendo el estancamiento de la orina. Existen muchas causas de uropatía obstructiva, la causa más frecuente es la urolitiasis.

- Anomalías urinarias.

- Diabetes.

- Embarazo.

- Inmunosupresión.

- Tumores masas abdominales.

## Clasificación y etiología
Para clasificar una pielonefritis debemos tener en cuenta si existen complicaciones o no y el tiempo que lleve la infección. La división más común es la que se establece entre pielonefritis aguda y crónica, que a su vez se pueden subdividir en complicada o no, unilateral o bilateral, u otros tipos según la asociación a diferentes procesos, como la pielonefritis xantogranulomatosa.

### Pielonefritis aguda

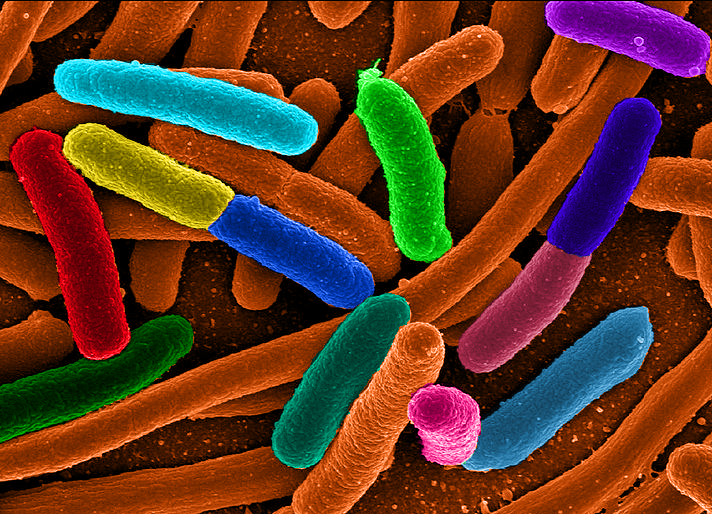
E. coli es la responsable del 80% de los casos de pielonefritis.

Esta forma es una infección del parénquima renal originado secundariamente a una infección de las vías urinarias, pero también la colonización del riñón se da por vía hematógena desde focos infecciosos a distancia. Escherichia coli es la bacteria aislada en la mayoría de los casos, pero también se pueden encontrar otros microorganismos involucrados: Staphylococcus aureus, Pseudomonas aeruginosa, Salmonella spp, Mycobacterium tuberculosis, Candida spp y otras micosis diseminadas.
El mecanismo más frecuente en la génesis de la PA es el ascenso de los microorganismos desde la vejiga hasta la pelvis renal a través de los uréteres, gracias a diferentes condiciones favorecedoras, dependientes tanto del microorganismo como del huésped, principalmente relacionadas con los mecanismos de adherencia de los microorganismos al urotelio y la existencia de factores mecánicos, como obstrucción del flujo urinario, traumatismos, reflujo vesicoureteral, disfunción vesical neurogénica o la presencia de sonda vesical.
Cabe destacar la pielonefritis aguda complicada, que es aquella que se desarrolla en pacientes inmunodeprimidos o con alteraciones anatómicas y/o funcionales de la vía urinaria: neoplasias, estenosis, embarazadas y diabéticos, entre otros. Las infecciones recurrentes u hombres con focos prostáticos también se consideran complicadas.

### Pielonefritis enfisematosa
La pielonefritis enfisematosa es una infección necrótica del riñón caracterizada por la presencia de gas en el interior del parénquima renal, en estructuras excretoras o en los espacios perirrenales. Es un proceso poco frecuente, que afecta sobre todo a las personas diabéticas, y que se asocia a la proliferación de bacterias no anaerobias formadoras de gas. También es un proceso grave, capaz de provocar la muerte con rapidez, como consecuencia del estado de shock séptico y del síndrome de disfunción multiorgánica que origina. El diagnóstico debe sospecharse ante una pielonefritis que no responde bien al tratamiento o que muestra signos de gravedad, sobre todo en los pacientes diabéticos. La exploración de elección es la tomografía computarizada, pues permite tanto el diagnóstico de certeza, basado en la presencia del gas, como la clasificación radiológica, que posee valor pronóstico. La actitud terapéutica depende del análisis repetido del estado clínico del paciente y de las imágenes de tomografía computarizada. Requiere un tratamiento antibiótico precoz. En la mayor parte de los casos, el primer paso del tratamiento es, casi siempre, la evacuación mediante drenaje percutáneo, pero no conviene retrasar una eventual nefrectomía de salvamento.

### Pielonefritis crónica
Se trata de una infección de vías urinarias más grave que la forma aguda. La pielonefritis crónica ocurre de forma mucho más frecuente cuando existe el llamado reflujo vesico-ureteral, debido a anomalías estructurales congénitas que impiden el vaciado normal de los túbulos colectores renales. Las complicaciones más temibles son el daño de los túbulos renales que puede progresar a una insuficiencia renal crónica. En algunos casos puede existir sepsis.
Esta forma es una infección del parénquima renal originado secundariamente a una infección de las vías urinarias, pero también la colonización del riñón se da por vía hematógena desde focos infecciosos a distancia y puede causar la muerte.
Al ser una infección por un defecto congénito, es más frecuente diagnosticarlo en niños, a veces de manera tardía, cuando el daño renal está demasiado avanzado.

## Diagnóstico
Con los síntomas antes descritos se debe sospechar de una pielonefritis. El paciente presentará dolor al palpar la zona del riñón y en los análisis de orina se podrán detectar proteinuria, hematuria, leucocitos y bacterias. En caso de encontrar también cilindros de leucocitos, significa que la infección ha llegado a los túbulos renales (es el lugar donde se forman los cilindros).

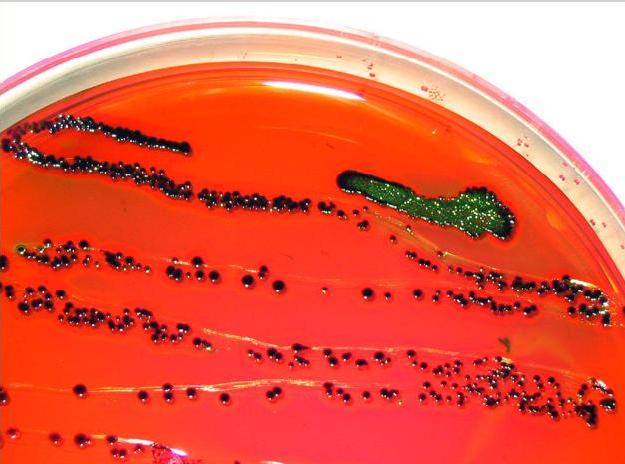
Cultivo de E. coli.

De la orina se realizará un cultivo que revele el microorganismo causante de la infección. En este mismo urocultivo se podrá realizar un antibiograma para el posterior tratamiento. Los cultivos sanguíneos suelen mostrar la misma bacteria.
Se pueden realizar estudios por imagen del paciente. Así, con una ecografía abdominal se puede descartar litiasis, situación en la que se puede observar hidronefrosis. Los estudios radiológicos en los que se puede inyectar por vía intravenosa una sustancia yodada para que de mayor contraste al riñón, se observará una excreción de contraste muy disminuida. Además, en una pielonefritis crónica existirán asimetría e irregularidades en los bordes del riñón, deformación de cálices renales y cicatriz en ellos.